# Odborné učiliště Vyšehrad
Odborné učiliště Vyšehrad bylo založeno 1. listopadu 1943. V dnešní době je jediná budova školy v Praze ve Vratislavově ulici č.p. 6, jde o budovu bývalé vyšehradské radnice. Ve školním roce 2013/2014 chodilo do školy 302 učňů a 25 učitelů a mistrů. V škole je zajišťována jak teoretická výuka, tak praktická, s tím, že učni mohou na praktické vyučování docházet i na pracoviště v obchodních domech, školkách, hotelech atd.

## Historie školy
1. listopadu 1943 byla založena speciální pomocná učňovská škola pro absolventy pomocných škol v Prokopově ulici v domě č.p. 100 na Žižkově. Ředitelem školy byl Jiří Bolze a ve škole učilo 8 učitelů. Třídy byly 4 a učňů bylo prvým rokem 53. Roku 1945, jak skončila válka, byla škola přestěhována do domu č.p. 500, ale roku 1947 byla škola přestěhována do větší budovy ve Slezské ulici v Pražských Vinohradech, protože původní budova byla malá a zájem o speciální učiliště se zvyšoval. Roku 1949 byla konečně škole přidělena budova bývalé radnice ve Vratislavově ulici č.p. 6, ve které je škola dodnes. Předtím, než se do této budovy přesunulo toto učiliště, sídlilo v budově gymnázium, kvůli kterému byly prostory zrekonstruovány a přestavěny, aby prostory vypadaly jako v každé jiné běžné škole. Protože o studium na této škole byl stále větší zájem, musely se další obory vyučovat v dalších dvou budovách. Budova ve Vratislavově ulici byla také v 90. letech celkově zrekonstruovaná a v modernizacích se pokračuje dodnes, například nedávno byly v prostory v suterénu přeměněny z šaten na kuchyň, šicí dílnu a prádelnu.